# لامدا (ذكاء اصطناعي)
لامدا (بالإنجليزية: LaMDA)‏ وهي اختصار لـ «Language Model for Dialogue Applications» بمعنى: نموذج لغة لتطبيقات الحوار، هي عائلة من نماذج اللغات الكبيرة للمحادثة التي طورتها شركة جوجل. تم تطويره وتقديمه في الأصل باسم ميينا (Meena) في عام 2020، وتم الإعلان عن الجيل الأول من لامدا خلال الكلمة الرئيسية لـ جوجل آي/أو 2021، بينما تم الإعلان عن الجيل الثاني من النموذج في العام التالي. في يونيو 2022، وحظي نموذج لامدا باهتمام واسع النطاق عندما ادعى بلاك ليمون مهندس في شركة جوجل، أن روبوت المحادثة أصبح واعيًا. رفض المجتمع العلمي إلى حد كبير ادعاءات ليمون، على الرغم من أنها أدت إلى محادثات حول فعالية اختبار تورنغ، الذي يقيس ما إذا كان الكمبيوتر يمكن أن ينجح في الإختبار على أنه إنسان. في فبراير 2023، أعلنت شركة جوجل عن بارد، وهو روبوت محادثة للذكاء الاصطناعي مدعوم من لامدا، لمواجهة صعود شات جي بي تي الخاص بـ أوبن أيه آي.

## تاريخ

### الخلفية
في 28 يناير 2020، كشفت شركة جوجل النقاب عن ميينا Meena، وهو بوت محادثة مدعوم بالشبكة العصبية مع 2.6مليار معلمة، حيث ادعت شركة جوجل أنها تتفوق على جميع روبوتات المحادثة الأخرى الموجودة. وظفت الشركة سابقًا عالم الكمبيوتر راي كورزويل في عام 2012 لتطوير روبوتات محادثة متعددة للشركة، بما في ذلك بوت يدعى دانييل. كان فريق البحث في جوجل برين، الذي طور ميينا، يأمل في إطلاق ربوت محادثة للجمهور بقدرة محدودة، لكن المدراء التنفيذيين للشركة رفضوا على أساس أن ميينا انتهكت "مبادئ الذكاء الاصطناعي الخاصة بـجوجل حول السلامة والإنصاف". تمت إعادة تسمية ميينا لاحقًا باسم لامدا مع زيادة في قوة البيانات والحوسبة لديها، وسعى فريق جوجل برين مرة أخرى لربط البرنامج بمشاعد جوجل، برنامج المساعد الافتراضي للشركة، بالإضافة إلى فتحه للعامة كنسخة أولية للعرض. تم رفض كلا الطلبين مرة أخرى من قبل قيادة الشركة. أدى هذا في النهاية إلى مغادرة الباحثين الرئيسيين في لامدا، دانيال دي فريتاس ونعوم شيزير الشركة بسبب الإحباط.

### الجيل الاول
بعد عامين في 18 ماي 2021 وخلال الكلمة الرئيسية بمؤتمر جوجل آي/أو أعلنت شركة جوجل عن نموذج اللغة الكبير للمحادثة لامدا مدعوم بالذكاء الاصطناعي. الإختصار بالانجليزية (LaMDA) ينص على "نموذج لغة لتطبيقات الحوار". تم بناء لامدا على بنية سيك تو سيك، والشبكات العصبية القائمة على الشبكات العصبية غير الترتيبية التي طورتها شركة جوجل روسيرش سنة 2017، وتم تدريبها على الحوار البشري والقصص، مما يسمح لها بالمشاركة في محادثات مفتوحة. تنص جوجل على أن الردود التي تم إنشاؤها بواسطة نموذج لامدا تم ضمانها لتكون "معقولة، مثيرة للاهتمام وذات سياق محدد". يتمتع لامدا بإمكانية الوصول إلى أنظمة معالجة لغوية رمزية متعددة، بما في ذلك قاعدة بيانات، ساعة تزامنية وتقويم وآلة حاسبة رياضية ونظام ترجمة لغة طبيعية، مما يمنحه دقة فائقة في المهام التي تدعمها تلك الأنظمة، ويجعلها من بين أولى بوتات المحادثة ثنائية المعالجة. كما أن لامدا ليس بروتوكول عديم الحالة، لأن مقياس "حساسيته" يتم صقله بدقة من خلال "التكييف المسبق" حسب نوع المحادثة ومنعطف الحوار عن طريق إعداد العديد من نماذج وتفاعلات الحوار المسبقة الحديثة، لكل مستخدم على حدة. يتم ضبط لامدا على تسعة مقاييس فريدة للأداء: الحساسية، الخصوصية، الإثارة، السلامة، الأسس، المعلومات، دقة الاقتباس، المساعدة، واتساق الدور.

### الجيل الثاني
في 11 مايو 2022، كشفت Google النقاب عن لامدا 2 (LaMDA 2) ، خليفة لامدا، خلال الكلمة الرئيسة لمؤتمر جوجل آي/أو 2022. يقدم التجسيد الجديد للنموذج أمثلة نصية من مصادر عديدة، ويستخدمه لصياغة "محادثات طبيعية" فريدة حول موضوعات ربما لم يتم تدريبه على الرد عليها.

### ادعاءات الشعور
في 11 يونيو 2022، ذكرت صحيفة واشنطن بوست أن مهندس جوجل بلاك ليميون Blake Lemoine قد تم إحالته على إجازة إدارية مدفوعة الأجر بعد أن أخبر ليميون المديرين التنفيذيين للشركة، Blaise Agüera y Arcas و Jen G Chennai أن لامدا أصبح واعيًا. توصل ليميون إلى هذا الاستنتاج بعد أن قدم بوت المحادثة ردودًا مشكوكًا فيها على الأسئلة المتعلقة بالهوية الذاتية، والقيم الأخلاقية، والدين، والـقوانين الروبوتية الثلاثة لـإسحق عظيموف.

## المنتوجات

### مطبخ اختبار الذكاء الاصطناعي
بالإنجليزية AI Test Kitchen. مع صدور لامدا في 2 ماي 2022، جوجل نشرت أيضا مطبخ اختبار الذكاء الاصطناعي، وهو عبارة عن تطبيق هاتف يشتغل على نظام تشغيل أندرويد، مدعوم بنموذج لامدا، وقادر على منح قائمة من المقترحات المبنية على هدف معقد عند الطلب. في الأصل التطبيق مفتوح لموظفي شركة جوجل فقط، وُضِّع التطبيق ليكون متاحا أيضا "للأكاديميين المختارين والباحثين وواضعي السياسات" عن طريق دعوة توجه في أحد الأوقات من السنة. في غشت، بدأت الشركة في السماح للمستخدمين في الولايات المتحدة بالتسجيل للوصول الأولي للتطبيق. وفي نونبر من نفس السنة، جوجل نشرت "النسخة 2" من تحديث التطبيق، بدمجها بشكل محدود إماجن العبارة عن نموذج النص إلى صورة من طرف جوجل برين. النسخة الثالثة من التطبيق قيد التطوير، ومن المتوقع إطلاقها أثناء مؤتمر جوجل آي/أو في وقت لاحق من هذا العام. بعد الكلمة الرئيسية بجوجل أي أو في ماي عام 2023، أضافت جوجل، موزيك إل-إم إلى تطبيق مطبخ اختبار الذكاء الاصطناعي، وهو مولد موسيقى يعمل بالذكاء الاصطناعي تمت معاينته لأول مرة في شهر يناير.

### بارد
في السادس من شهر فبراير سنة 2023، جوجل أعلنت عن بارد، بوت محادثة مدعوم بلامدا، ردا على الشهرة الغير متوقعة ل بوت المحادثة شات جي بي تي المملوك لشركة أوبن أيه آي. نشرت جوجل بوت المحادثة على أنه "خدمة ذكاء اصطناعي تعاونية" بدلاً من محرك بحث. أصبح بارد متاحًا للوصول الأولي في 21 مارس.

### عام
- A bot will complete this citation soon. Click here to jump the queue أرخايف:2201.08239.